# Pauwen en Reigers
Pauwen en reigers is een Nederlandse dramaserie van RTV West, die werd uitgezonden van 27 oktober 2008 tot 8 maart 2009. Hoofdrollen zijn weggelegd voor acteurs Bas Muijs, Geerteke van Lierop en Eric Bouwman.
In de zomer van 2010 werd de serie landelijk uitgezonden door de KRO op Nederland 2 en in de zomer van 2011 bracht BVN de serie in het buitenland op de buis.

## Rolverdeling
- Bas Muijs – Paul Pronk / Rudolf Fontijn
- Sophia Wezer – Miranda Groeneveld
- Stephan Evenblij – Peter Vonk
- Geerteke van Lierop – Frederique Wolff
- Eric Bouwman – Victor Aerts
- Casper van Bohemen – Diederik Langeveld
- Wieteke van Dort – Pien Wennes
- Roelant Radier – Bernard Heemskerk
- Jaap Postma – Camiel Fontijn
- Gepke Witteveen – Noortje Warmerdam
- Jessica Mendels – Tamara Groeneveld
- Alexander Wolff – Jonas Duyns
- Frédérique Sluyterman van Loo – Margôt Aerts
- Afra Margeridon – Esmeralda Groeneveld
- Esmeralda Blansjaar – Yvonne Franssen
- Marnix van de Pol – Harry Schaap
- Winny Rolfes – Bea Wennes
- Arno Bouts – Chris Pronk
- Fouad Benabbou – Bilal Idrissi
- Maureen Versprille – Mathilde Pronk